# Lobesia neptunia
Lobesia neptunia é uma espécie de insetos lepidópteros, mais especificamente de traças, pertencente à família Tortricidae.
A autoridade científica da espécie é Walsingham, tendo sido descrita no ano de 1908.
Trata-se de uma espécie presente no território português.